# Ixtacomitán 1.ª Sección
Ixtacomitán 1.ª Sección es una localidad del municipio de Centro ubicado en la subregión centro del estado mexicano de Tabasco.

## Geografía
La localidad de Ixtacomitán 1.ª Sección se sitúa en las coordenadas geográficas 17°57′40″N 92°57′53″O / 17.961111, -92.964722, a una elevación de 10 metros sobre el nivel del mar.

## Demografía
Según el Censo de Población y Vivienda 2020, efectuado por el Instituto Nacional de Estadística y Geografía, la localidad de Ixtacomitán 1.ª Sección tiene 6,320 habitantes, de los cuales 3,082 son del sexo masculino y 3,238 del sexo femenino. Su tasa de fecundidad es de 1.71 hijos por mujer y tiene 1,869 viviendas particulares habitadas.
| Gráfica de evolución demográfica de Ixtacomitán 1.ª Sección entre 1930 y 2020 |
|                                                                               |
| INEGI.                                                                        |